# Sapcote
Sapcote is een civil parish in het bestuurlijke gebied Blaby, in het Engelse graafschap Leicestershire.